# Leon Pierce Clark
Pour les articles homonymes, voir Clark.
Leon Pierce Clark (parfois L. Pierce Clark ; 1870-1933) est un psychiatre et un psychanalyste américain. Il fut le président de l'American Psychopathological Association (en) (APPA) en 1923 et 1924.
Son travail de pionnier en (en) psychobiographie fut publié pendant les quatre dernières années de sa vie et était en avance sur son temps. En 1929, Clark fit paraître Napoleon: Self-Destroyed, la première étude psychanalytique de Napoléon ayant la taille d'un livre. Dans la dernière année de sa vie, il publia Lincoln: A Psycho-biography, un autre travail pionnier dans ce domaine. Clark participa à quelques-unes des batailles passionnées des psychiatres américains contre les neurologues américains qui étaient courantes dans la première partie du XXe siècle.